# メクレンブルク公

メクレンブルク公爵の紋章、1350年頃

メクレンブルク公（ヘルツォーク・ツー・メクレンブルク Herzog zu Mecklenburg）は、ドイツ・メクレンブルク地方を統治した諸侯メクレンブルク家が、1348年から1918年の君主制廃止まで使用していた貴族称号。同家の成員の王族身分を示す権標であったと同時に、メクレンブルク歴代の全ての統治者の君主号でもあった。

## 歴史
「メクレンブルク公」の称号は、1815年まではその時々に存在した分邦（最後はメクレンブルク＝シュヴェリーンとメクレンブルク＝シュトレーリッツ）の君主が名乗る称号であったが、メクレンブルク家の男性成員に平等に認められるものでもあり、他の諸侯家における「プリンツ（Prinz）」に相当する権標としても機能した。
メクレンブルク家の女性成員、すなわち全てのメクレンブルク公の正嫡の妻と娘たちは、「プリンツェシン（Prinzessin）」に相当する称号として「メクレンブルク女公（Herzogin zu Mecklenburg）」を使用した。
同家の男性成員は皆平等に同じ称号を名乗るという伝統は、1815年のウィーン会議の際に、当時のメクレンブルク諸分邦の君主が昇格することによって初めて破られた。2人の分邦君主はメクレンブルク大公（グロスヘルツォーク・フォン・メクレンブルク Großherzog von Mecklenburg）を新たに名乗り、その大公位継承者たちはメクレンブルク大公世子（エルプグロスヘルツォーク・フォン・メクレンブルク Erbgroßherzog von Mecklenburg）と称した。彼らの配偶者たちもその女性形、大公妃（Großherzogin）あるいは大公世子妃（ Erbgroßherzogin）と称した。
メクレンブルク公の称号は、儀式張らない日常的な場面では、統治する分邦や分家の名称を付け加えて使われることが増えていった。「…シュヴェリーン（...-Schwerin,）」「…ギュストロー（...-Güstrow）」「シュトレーリッツ（...-Strelitz）」といった具合である。こうした系譜上の弁別のための追加的な称号は、しかし実際の公式称号として使用されたことは一度もない。
君主制の崩壊とともに、メクレンブルク大公・大公世子の称号はその名残を留めることなく廃止された。メクレンブルク公（Herzog zu Mecklenburg）の称号だけが、一般市民となった同家の子孫の姓として残された。